# Памятник счастью
Памятник счастью или Памятник «Щас спою…» — памятник в Томске, изображающий волка — персонаж мультфильма «Жил-был пёс».

## История
Бронзовый памятник волку из мультфильма «Жил-был пёс» был открыт 5 октября 2005 года на улице Шевченко в Томске. Герой мультфильма был выбран как персонаж, наиболее полно выражающий состояние счастья. Автором идеи выступил пресс-секретарь строительной компании ОАО «Томлесстрой» А. Захаров, и памятник был отлит на средства той же компании. Он воплотился в бронзе, благодаря скульптору Юлии Завьяловой, литейщику Максиму Петрову и профессиональным советам Л. Усова. В конструкцию памятника была вмонтирована электронная схема — если замкнуть на корпусе волка металлический контакт, расположенный у него на животе, волк произносит одну из восьми фраз из мультфильма («Щас спою!», «Бог в помощь!», «Ну ты заходи, если что!» и др.).
Через месяц после установки памятника электронную начинку волка похитили, но она была быстро восстановлена, а для наблюдения за памятником установлена видеокамера.
Похожие памятники были установлены в городе Ангарске в 2007 году и в Красноярске в 2008 году.